# Penne (Tarn)
 Penne  es una población y comuna francesa, ubicada en la región de Occitania, departamento de Tarn, en el distrito de Albi y cantón de Vaour.

## Demografía
| 535 | 504 | 515 | 507 | 516 | 522 |
| Para los censos de 1962 a 1999 la población legal corresponde a la población sin duplicidades (Fuente: INSEE [Consultar]) |     |     |     |     |     |

Es la comuna más poblada del cantón.

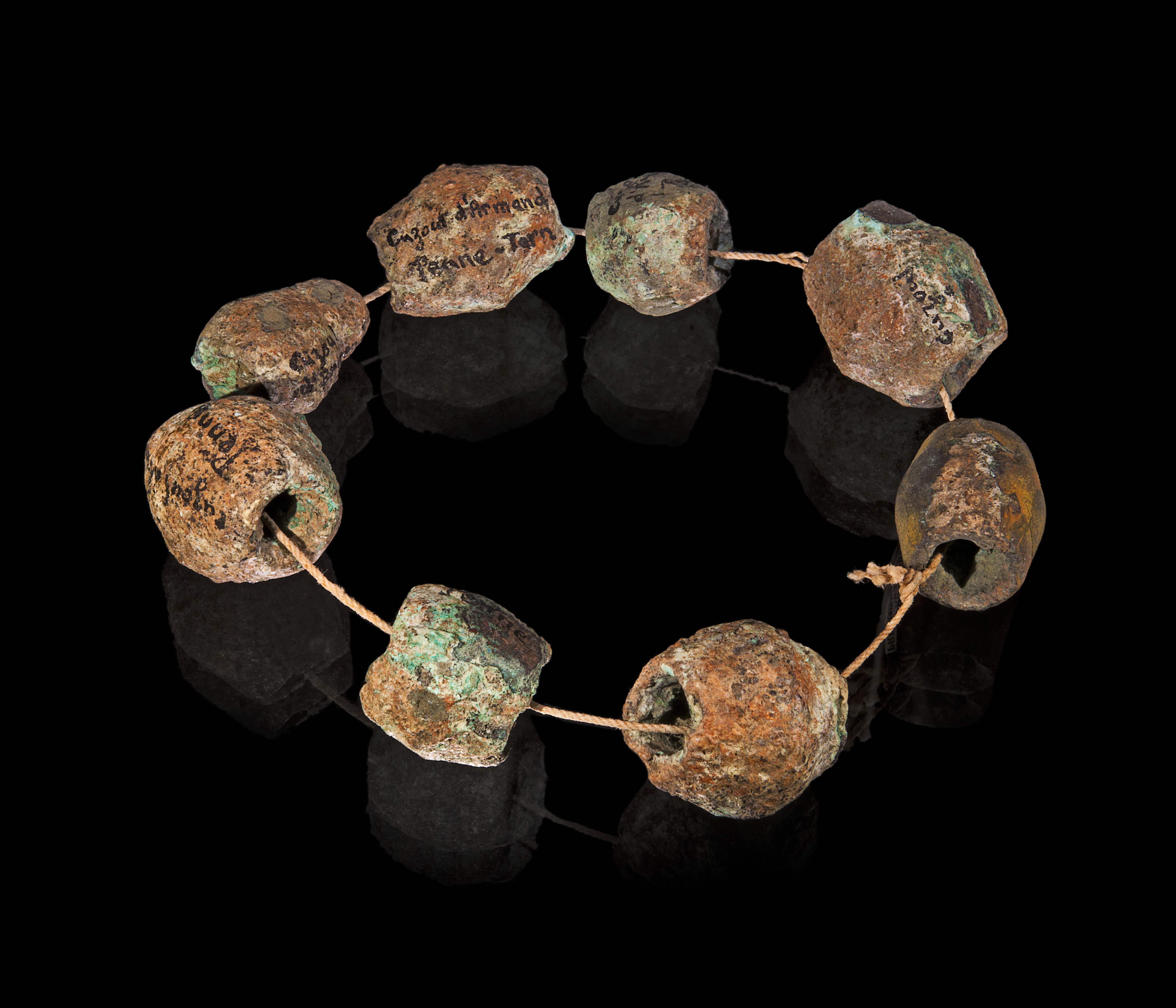
Parure en bronze de Penne (Tarn) - Muséum de Toulouse